# Miss Global Beauty Queen 2017
Miss Global Beauty Queen 2017 foi a 16.ª edição do concurso de beleza feminino internacional denominado Miss Global Beauty Queen, realizado anualmente desde 2015 - mas com origens datadas desde 1998 - em Seul, na Coreia do Sul. Participaram do evento trinta e nove (39) candidatas nesta edição, representando seus países e algumas regiões - como Bascortostão, Sibéria, Tartaristão, Tuva - de diversas partes do globo. A vietnamita eleita no ano passado, Nguyễn Thị Ngọc coroou sua sucessora no final do certame, que teve seu ápice final no dia 20 de Outubro. Curiosamente foi a primeira vez que o Vietnã ganhou o concurso duas vezes seguidas.

## Resultados

### Colocações
| Posição                 | País e Candidata |
| Vencedora               | - Vietnã - Hoàng Thu Thảo |

A TV à cabo JBC transmitiu o concurso ao vivo direto de Seul.

| 2.º. Lugar              | - França - Pauline Escartefigues |
| 3.º. Lugar              | - Brasil - Lorena Rodrigues |
| 4.º. Lugar              | - Austrália - Samantha Mullins |
| 5.º. Lugar              | - Coreia do Sul - Do Eun Kim |
| (TOP 16) Semifinalistas | - Camarões - Bernadette Onguene - Filipinas - Sofia Sibug - Holanda - Zoë Grace - Indonésia - Revindia Carina 1 - Letônia - Inese Suslova - México - Susana Herrera - Polônia - Milena Rokicka - Rainha da Paz - Ko Ahra - República Checa - Markéta Matoušová - Tailândia - Napatsan Suksawat - Venezuela - Marvic Parra |

1. A Miss Indonésia foi esquecida de ser anunciada, mas no site oficial ela consta no Top.

### Prêmios Especiais
O concurso distribuiu os seguintes prêmios:
| Prêmio              | País e Candidata                 |
| Miss Simpatia       | - Letônia - Inese Suslova        |
| Miss Fotogenia      | - Romênia - Sînziana Sîrghi      |
| Miss Talento        | - Indonésia - Revindia Carina    |
| Melhor Passarela    | - Tartaristão - Irina Bulaeva    |
| A Melhor em Biquíni | - Venezuela - Marvic Parra       |
| Miss Popularidade   | - Indonésia - Revindia Carina    |
| Miss Internet       | - Vietnã - Hoàng Thu Thảo        |
| Miss SNS            | - Filipinas - Sofia Sibug        |
| Miss Kukkiwon       | - França - Pauline Escartefigues |
| Melhor Traje Típico | - Índia - Priya Shah             |
| Embaixadora da Paz  | - Rainha da Paz - Ko Ahra        |

### Ordem do Anúncio
1. Brasil
2. Venezuela
3. Austrália
4. Coreia do Sul
5. República Checa
6. Rainha da Paz
7. Filipinas
8. Tailândia
9. Polônia
10. Vietnã
11. Letônia
12. Camarões
13. França
14. México
15. Holanda

## Candidatas
Disputaram o título este ano:
| - Albânia - Fjorela Veraj - Austrália - Samantha Mullins - Bascortostão - Gulnaz Shamsutdinova - Brasil - Lorena Rodrigues - Camarões - Bernadette Onguene - Coreia do Sul - Do Eun Kim - Rainha da Paz - Ko Ahra - Dinamarca - Josephine Sørensen - Estônia - Angeelika Kaja - Filipinas - Sofia Sibug - Finlândia - Iiris Yli-Kaatiala - França - Pauline Escartefigues - Gana - Juliana Mensah | - Holanda - Zoë Grace - Índia - Priya Shah - Indonésia - Revindia Carina - Japão - Mika Nishimura - Kosovo - Arjeta Osmani - Letônia - Inese Suslova - Macedônia - Kristina Poprpeva - Malásia - Yaw Mee Mee - México - Susana Herrera - Moldávia - Victoria Cordonneanu - Mongólia - Normin Baatarmandakh - Nigéria - Precious Adigwe - Polônia - Milena Rokicka | - Portugal - Sueli Moreira - Quirguistão - Zhyldyz Kyzy - República Checa - Markéta Matoušová - Romênia - Sînziana Sîrghi - Rússia - Elena Vervekina - Sibéria - Shoraana Ondar - Singapura - Priscilla Martin - Tailândia - Napatsan Suksawat - Taiwan - Yu-Ru Lin - Tartaristão - Irina Bulaeva - Tuva - Dolaana Ondar - Venezuela - Marvic Parra - Vietnã - Hoàng Thu Thảo |

## Histórico

### Estatísticas
Candidatas por continente:
- Europa: 19. (Cerca de 50% do total de candidatas)
- Ásia: 13. (Cerca de 32% do total de candidatas)
- África: 3. (Cerca de 8% do total de candidatas)
- Américas: 3. (Cerca de 8% do total de candidatas)
- Oceania: 1. (Cerca de 2% do total de candidatas)

### Troca
- Japão - Hanoka Shiraki ► Mika Nishimura

### Desistências
- Cazaquistão - Xeniya Bruma
- China - Liu Shan Shan
- Hong Kong - Li Tong
- Nova Zelândia - Claudia Long
- Sri Lanca - Prasadi Vithanage